# روت شتيفان
روت شتيفان (بالألمانية: Ruth Stephan)‏ (و. 1925 – 1975 م) هي ممثلة مسرحية، وممثلة أفلام ألمانية، توفيت في برلين، عن عمر يناهز 50 عاماً، بسبب سرطان الرئة.

## وصلات خارجية
- روث ستيفان على موقع IMDb (الإنجليزية)
- روث ستيفان على موقع ألو سيني (الفرنسية)
- روث ستيفان على موقع أول موفي (الإنجليزية)
- روث ستيفان على موقع قاعدة بيانات الأفلام السويدية (السويدية)
- روث ستيفان على موقع ديسكوغز (الإنجليزية)
- روث ستيفان على موقع قاعدة بيانات الفيلم (الإنجليزية)
- روث ستيفان على موقع كينوبويسك (الروسية)